# Ted DiBiase
Theodore Marvin "Ted" DiBiase Sr, född 18 januari 1954, är en professionell amerikansk fribrottare, wrestlingkommentator och manager som under sin tid i WWF (World Wrestling Federation) gick under namnet "Million Dollar Man" Ted DiBiase.
DiBiase debuterade på WWF 1979. I WWF blev han WWF Northamerican Heavyweight Champion en gång, och han vann dessutom WWF World Tag Team Championship tre gånger med Irwin R. Schyster, King of the Ring 1988 och en Slammy Award 1987. 2010 blev han invald i WWE Hall of Fame.
DiBiase räknas som en av de tekniskt bästa wrestlarna genom tiderna. DiBiase använde ofta Million Dollar Dream, ett sleeperhold, som sin finisher men det hände också att han använde en Diving Back Elbow Drop eller Figure Four Leglock som finisher. DiBiase använde en mängd olika grepp i ringen, som flera olika elbow drops, body slams, piledriver och flera suplex varianter.
Sonen Ted DiBiase Jr är också en professionell fribrottare och brottas för närvarande på SmackDown!